# La vida lliure
La vida lliure és una pel·lícula catalana dirigida per Marc Recha, estrenada l'any 2017.

## Argument
1915, Tina i Biel descobreixen un valuós tresor a la seva illa de Menorca i decideixen utilitzar-ho com a moneda de canvi per poder viatjar amb la seva mare a Alger, que ja està allà buscant feina. El major desig d'aquests dos germans és arribar al país africà i per aconseguir-ho demanen ajuda a Rom, un home solitari que no rendeix comptes a ningú.

## Repartiment
- Macià Arguimbau: 	Biel
- Blai Bonet
- Miquel Gelabert
- Mariona Gomila:	Tina
- Sergi López:	Rom
- Núria Prims

## Rebuda

### Premis
- 2017: Festival de Gijón: Secció oficial llargmetratges a concurs

### Crítica
- "Recha presenta ara la seva heterodoxa lectura minimalista d'una pel·lícula de pirates (...) aconsegueix invocar l'esperit de l'aventura amb gran economia d'elements (...) l'essencial no està en la imatgeria tradicionalment associada al gènere, sinó en els diversos estímuls"[2]

- "Recha modula una altra de les seves històries de naturalisme extrem, de paisatges agrests i bellesa en viu (…) Puntuació: ★★★½ (sobre 5)"[3]

- "És tota una declaració de principis d'un creador independent les obres del qual, per molt senzilles que semblin, sempre equilibren la profunditat i la diversió, la filosofia i allò que és lúdic. (…)" Puntuació: ★★★★ (sobre 5)[4]